# Epidendrum waiandtii
Epidendrum waiandtii là một loài thực vật có hoa trong họ Lan. Loài này được V.P.Castro mô tả khoa học đầu tiên năm 2006.